# سيلفي (بلدة)
سيلفي (بالإيطالية: Silvi)‏ هي بلدية إيطالية في مقاطعة تيرامو، على بعد حوالى 15 كيلومترًا إلى الشمال من بسكارا، في إقليم أبروتسو جنوب إيطاليا. تمتد من سيلفي مارينا، وهو منتجع صغير على ساحل البحر الأدرياتيكي إلى سيلفي بايزي في التلال.

## السكان
في سنة 1861 بلغ عدد السكان 3٬083 نسمة، وتطور العدد ليصل في سنة 2018 لـ 15٬731 نسمة.
يظهر هذا المخطط البياني تطور النمو السكاني لـ سيلفي (بلدة)

## توأمة
لسيلفي (بلدة) اتفاقيات توأمة مع:
- ميمينجين